# 布吕什河畔米尔巴克
布吕什河畔米尔巴克（法語：Muhlbach-sur-Bruche，发音：[mylbak.syʁ.bʁyʃ] 或 [mylbax.syʁ.bʁyʃ]；德语：Mühlbach an der Breusch）是法国下莱茵省的一个市镇，属于莫尔赛姆区和米齐格县（Mutzig）。该市镇总面积8.38平方公里，2009年时的人口为654人。

## 人口
布吕什河畔米尔巴克人口变化图示